# Controvérsia do título de campeão brasileiro de futebol de 1987
A controvérsia do título de campeão brasileiro de futebol de 1987 refere-se à existência de diferentes versões para o vencedor da Copa União, resultado de problemas na organização da competição. A CBF atribui o título daquele ano ao Sport, enquanto que o Clube dos 13 considera o Flamengo campeão. Alguns periódicos esportivos brasileiros, como a Revista Placar, considera ambos os clubes como detentores do título. Em março de 2018, o Supremo Tribunal Federal teve sua decisão final transitada em julgado e, após já haver negado recurso do Flamengo outras duas vezes, confirmou o título para o Sport.

## Contexto histórico
Em 1987, a Confederação Brasileira de Futebol passava por uma grave crise financeira e institucional, culminando com o anúncio feito publicamente por seu presidente via imprensa, em 7 de julho, que a entidade encontrava-se incapaz de organizar um campeonato nacional naquele ano nos mesmos moldes do anterior. E, que estava tentando arranjar um patrocinador para contornar a situação, e se não obtivesse sucesso, tentaria um acordo com os clubes para que bancassem as suas próprias despesas com as viagens, ou então, não havendo acordo, a CBF realizaria um certame regionalizado (como na época da Taça Brasil). Como resultado, os treze principais clubes do Brasil, querendo um campeonato mais rentável e prevendo algo pior, decidiram reagir e criaram uma nova entidade, apelidada de Clube dos 13, para organizar um campeonato próprio. Este torneio recebeu o nome de Copa União,  nomenclatura esta que acabou por se tornar o nome fantasia do Campeonato Brasileiro de 1987.

## O torneio de 1987
A questão somente continuava aberta por parte do Flamengo que mesmo existindo uma sentença transitada em julgado pelo TRF de Pernambuco, aciona a CBF juridicamente com uma liminar que impediria a Caixa Econômica Federal de entregar a Taça das Bolinhas ao São Paulo, fato que ocorreu em 13 de fevereiro de 2011 por ser pentacampeão em 2007. A decisão da CBF, que deu a posse definitiva ao São Paulo, foi revertida pela liminar do Flamengo, alegando que o troféu em questão não estava mais em disputa desde 1992.
No dia 21 de fevereiro de 2011, a CBF reconheceu oficialmente o título de 1987 do Flamengo, declarando que naquele ano houve dois campeões oficiais. Porém, em 14 de junho do mesmo ano, em cumprimento a determinação da justiça pernambucana, a CBF voltou a reconhecer o Sport como o único campeão de 1987. Noticiando a conquista do Campeonato Brasileiro de 2019 pelo clube carioca em seu site oficial, a CBF incluiu "1987 (Copa União)" entre os títulos brasileiros de 1983 e 1992.

## Disputas judiciais
Três anos depois, em 8 de abril de 2014, o Superior Tribunal de Justiça manteve o Sport como único campeão brasileiro de 1987.
Em 2015, a disputa chega à mais alta Corte do país, o Supremo Tribunal Federal. O relator do caso será o Ministro Marco Aurélio Mello, assumido torcedor do Flamengo, porém não tendo se declarado impedido.
Em 2015, a CBF "dividiu" o título em seu "Guia Oficial", contrariando a situação atual imposta pelo Superior Tribunal de Justiça (STJ) e estampou em seu guia oficial a divisão do título. A informação consta na 12ª página da edição de 2015, publicada no segundo semestre, relatando todos os campeões nacionais unificados. A entidade reconhece o Sport como campeão de 1987, apesar da mesma entender que o reconhecimento do título de campeão nacional de 1987 também ao Flamengo não iria contrariar os limites da coisa julgada, com a CBF demonstrando assim que não concordou com a decisão judicial e que a acatava (reconhecer o Sport como legitimo campeão Brasileiro de 1987) apenas pela obrigação de cumprir a ordem estipulada pelo Superior Tribunal de Justiça (STJ), pois segundo a CBF, os dois eram considerados campeões.
Cabe observar que o reconhecimento de títulos pela CBF vem através de Resoluções de Presidência da mesma, não através do Guia do Campeonato Brasileiro. O referido Guia traz, inclusive, uma seção de bibliografia, em que constam fontes externas (diversos sites, inclusive a própria Wikipédia), que não são documentos oficiais da CBF.
Em 4 de março de 2016, o Supremo Tribunal Federal (STF) não aceitou a divisão do título considerando o Sport como único campeão de 1987. O Flamengo recorreu ao posicionamento do STF e o novo julgamento foi marcado para agosto de 2016, porém acabou sendo adiado pelo Ministro Luís Roberto Barroso que segundo nota publicada pelo STF "pretende estudar melhor os pareceres e memoriais apresentados no processo".
O julgamento finalmente ocorreu em 18 de abril de 2017. Por 3 votos a 1, a Primeira Turma do STF negou o recurso do Flamengo e manteve o Sport como único campeão de 1987. O clube carioca ainda pode contestar essa decisão no próprio STF, mas a probabilidade de ser revertida é praticamente nula. Em 5 de dezembro de 2017 o STF ratificou a decisão anterior. E, em 16 de março de 2018, foi homologado em última instância o título de 1987 ao Sport a decisão dos outros julgamentos, sendo que o Flamengo não pode mais recorrer.
Em 25 de fevereiro de 2021, após o Flamengo ser campeão brasileiro de 2020, a CBF divulgou em seu site e no site oficial do campeonato brasileiro, uma reportagem abordando a conquista do título brasileiro de 2020. E no fim da matéria, a CBF coloca a lista de títulos brasileiros do Flamengo, incluindo o título da Copa União de 1987, deixando claro que mesmo com a decisão do STF, ela considera a Copa União como Campeonato Brasileiro.

## Filmografia
- Especial Copa União 1987: o Brasileiro que ainda não acabou. De Placa, 2017.
- Copa União. FLA TV, 2020.